# Eisenbahnunfall von Rafiganj
Bei dem Eisenbahnunfall von Rafiganj entgleiste am 10. September 2002 beim Bahnhof Rafiganj im indischen Bundesstaat Bihar der Premium-Zug Rajdhani Express der Indian Railways auf einer Brücke. Dabei kamen mehr als 116 Menschen ums Leben. Umstritten blieb, ob dies ein Attentat oder ein Unfall war.

## Ausgangslage
Der Rajdhani Express (Zug Nr. 2301) ist ein Zug der Eastern Railway. Er bestand aus der Lokomotive und 18 Wagen und befand sich mit etwa 1000 Fahrgästen auf der Fahrt von Howrah (Kalkutta) nach Neu-Delhi.
Die befahrene Strecke überquert etwa einen Kilometer westlich des Bahnhofs Rafiganj mit einer Brücke den Fluss Dhave. Sie liegt in Streckenkilometer 508 und trägt die Nr. 445. Der Zug fuhr gegen 22:40 Uhr mit etwa 110 km/h auf die Brücke zu.

## Unfallhergang
Unmittelbar vor der Brücke entgleiste der Zug. Die Lokomotive und der folgende Dienstwagen schafften es noch bis zum gegenüberliegenden Ufer, die folgenden sechs Wagen stürzten in den Fluss, zwei weitere blieben in prekärer Lage an der Brücke hängen. Von den abgestürzten Fahrzeugen versank eines im Fluss, die anderen blieben im Uferbereich liegen. In dem versunkenen Wagen überlebte niemand. Auch aus anderen Personenwagen wurden Menschen in die Tiefe geschleudert und noch tagelang wurden Leichen aus dem Fluss geborgen.

## Folgen
116 Menschen starben, 154 wurden darüber hinaus verletzt. 14 der 18 Wagen des Zuges wurden bei dem Unfall beschädigt.
Die Rettungsarbeiten gestalteten sich schwierig, da die örtlichen Straßen ohne festen Belag und durch Regenfälle aufgeweicht waren. Die Zahl der Vermissten wurde zunächst auf bis zu 50 geschätzt.

## Aufarbeitung

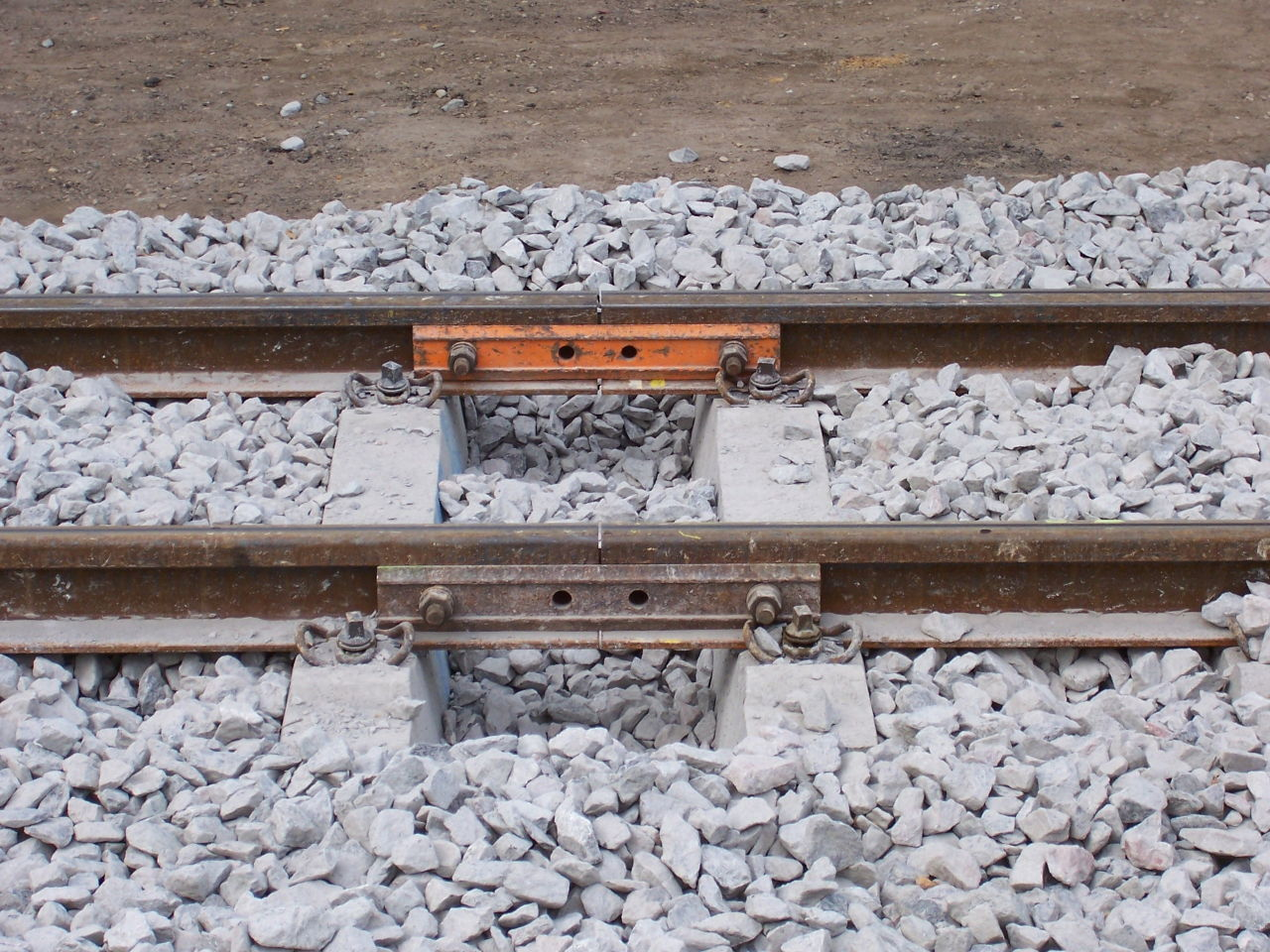
Mit Laschen verschraubter Schienenstoß

Ein Schienenbruch aufgrund überalterter Eisenbahninfrastruktur wurde als Unfallursache vermutet. Die offizielle Untersuchung aber kam zu dem Ergebnis, dass Laschen an Schienenstößen und weitere Gleisbefestigungen entfernt worden waren, die neben den Gleisen gefunden wurden. Es wurde vermutet, dass dies die Tat naxalitischer Terroristen gewesen sei. Allerdings bekannte sich zunächst niemand zu einem Anschlag. Deshalb kam auch die Vermutung auf, dass seitens des für die Bahn verantwortlichen indischen Staates und der Eisenbahn von eigenen Mängeln in der Oberbauunterhaltung abgelenkt werden sollte. Das sah auch die Regierung des Bundesstaates Bihar so.
2006 gestand ein maoistischer Führer, der verhaftet worden war, den Anschlag. Grund sei gewesen, den damaligen indischen Eisenbahnminister, Nitish Kumar, zu diskreditieren, der mittlerweile Regierungschef in Bihar geworden war. 2007 gestanden lokal tätige Kriminelle in Rafiganj, den Zug mit dem Ziel zum Entgleisen gebracht zu haben, anschließend die Fahrgäste auszurauben.